# Calera (Oklahoma)
Calera kisváros az Egyesült Államok Oklahoma államában, Bryan megyében. Lakosainak száma 2916 fő (2020. április 1.).

## Népesség
A település népességének változása:
| Lakosok száma | 575  | 2164 | 2916 |
|               | 1900 | 2010 | 2020 |